# Тимошинін Володимир Олександрович
Тимошинін Володимир Олександрович (19 липня 1970, Москва — 15 серпня 2023) — радянський і російський стрибун у воду.
Учасник Олімпійських Ігор 1988, 1996 років.
Призер Чемпіонату світу з водних видів спорту 1994 року.
Чемпіон Європи з водних видів спорту 1991 року.